# منهوط
المَنْهوط أو المنيهوت (الاسم العلمي: Manihot)، جنس نباتات من فصيلة الفربيونية. وصف أول مرة على أنه جنس في عام 1754. يتكون الجنس من أشجار وشجيرات وعددًا قليلًا من الأعشاب مهدها الأمريكيتين، من ولاية أريزونا في جنوب الولايات المتحدة إلى الأرجنتين وأوروغواي. أشهر أنواعه هو البفرة المزروع على نطاق واسع.